# Las Margaritas kommun
Las Margaritas är en kommun i Mexiko.   Den ligger i delstaten Chiapas, i den sydöstra delen av landet, 900 km öster om huvudstaden Mexico City.
Följande samhällen finns i Las Margaritas:
- Las Margaritas
- Veinte de Noviembre
- Yasha
- Veracruz
- El Progreso
- Emiliano Zapata
- San Bartolo
- San José las Palmas
- Artículo 27
- La Ilusión
- Amparo Aguatinta
- Gabino Vázquez San Sebastián
- Santa Rita Invernadero
- San Isidro
- Espíritu Santo
- Santa Lucía Ojo de Agua
- Plan de Santo Tomás
- Santa Elena
- Mexiquito
- Rosario Bawitz
- Yalcoc
- Ignacio Allende
- San Caralampio
- Nuevo Santo Tomás
- El Paraíso
- San Juan Bautista
- Río Corozal
- Francisco Villa
- Cruz del Rosario
- La Esperanza
- La Fortuna
- Barrio de Llano Redondo
- Carmen Villaflores
- Ignacio Zaragoza
- Santa Ana la Laguna
- San Francisco el Naranjo
- Ojo de Agua
- Santa Ana las Flores
- Felipe Carrillo Puerto
- La Constitución
- Plan Río Azul
- Rizo de Oro
- Nuevo Plan de Ayala
- San José la Revancha
- Nueva Libertad Salvador
- Piedra Huixtla
- Ojo de Agua Segundo
- Hermosillo
- San Lorenzo
- Matías Castellanos
- La Conquista
- Lucha Campesina
- San Antonio Villaflores
- Las Candelarias Bienes Comunales
- Santuario
- San José el Puente
- La Estación
- Las Perlas
- Plan de Agua Prieta
- Morelia
- Nueva Tierra y Libertad
- Guadalupe
- Tabasco
- La Trinidad
- Rafael Pascacio Gamboa
- La Florida
- Villa las Rosas
- Veracruz
- Diez de Abril
- Candelaria Pachán
- Nueva Revolución
- Nuevo Santiago
- San Gregorio la Esperanza
- Flor del Río
- San Antonio Monterrey
- Absalón Castellanos Domínguez
- Ojo de Agua
- Doctor Belisario Domínguez
- El Caracolito
- San Miguel
- Miguel Hidalgo
- Lindavista
- San Juan Penana
- Nuevo Paraíso
- Playas del Carmen
- San José la Esperanza
- Santa Cruz el Manantial
- Guadalupe Tepeyac
- El Recuerdo
- Villa de las Rosas
- Unión Victoria
- El Zapote
- Saltillo
- Arroyo el Nacimiento
- Laguna el Carrizal
- El Milagro
- San José del Río
- La Sombra
- Rosario Río Blanco
- San José Zapotal
- La Esperanza
- Nuevo San Antonio
- Emiliano Zapata
- Cimarrón
- Bélgica
- San Antonio la Esperanza
- Nueva Nicaragua
- San Vicente el Encanto
- Monte Sinaí
- Victoria la Paz
- Rancho Alegre
- Santa Elena
- San Sebastián
- Santo Domingo Corona
- San Lorenzo Uzum
- Rosario Buenavista
- Las Delicias
- Lindavista
- Las Cruces